# Папірус Ані

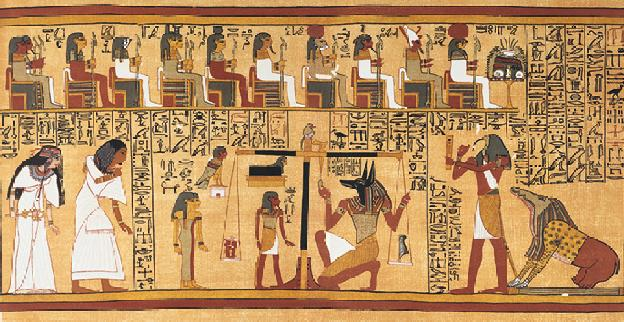
Декларація Тота до Еннед, на основі процедури зважування серця писаря Ані

Папірус Ані — манускрипт написаний на папірус із курсивними ієрогліфами і кольоровими ілюстраціями, що створений приблизно в 1250 р. до н. е., в часи правління 19-ї династії в Новому Царстві стародавнього Єгипту. Єгиптяни складали індивідуальну книгу деяким померлим людям після їхньої смерті, що називалася Книга слідування у наступний день, більш відома як Книга мертвих, яка як правило містила заповіді і заклинання, що мали допомогти померлим у їх потойбічному житті. Папірус Ані це манускрипт, який було зіставлено для Фівського писаря Ані.
Манускрипт був викрадений із сховища уряду Єгипту в 1888, його викрав Сер Е. А. Уолліс Будж, як описувалося в його дво-томнику По Нілу і Тигру, для колекції Британського Музею де він залишається і сьогодні. Перед відправленням манускрипту на кораблі у Британію, Будж розрізав сувій довжиною в сімдесят вісім футів на тридцять сім листків майже однакового розміру, чим ушкодив цілісність сувія в той час, коли технології ще не дозволяли зібрати шматки до купи знов без втрат.